# Schlacht um Tichwin
Die Schlacht um Tichwin vom 16. Oktober bis 30. Dezember 1941 war während des Zweiten Weltkrieges eine militärische Auseinandersetzung im Norden der deutsch-sowjetischen Ostfront. Am 8. November gelang es Truppen der deutschen Heeresgruppe Nord den Verkehrsknoten Tichwin zu nehmen, sowjetische Verbände traten im Rahmen der Tichwiner Angriffsoperation (russisch Тихвинская наступательная операция) ab 10. November zum Gegenangriff an und konnten die Stadt am 9. Dezember wieder zurückerobern.

## Vorgeschichte
Nach der am 8. September 1941 begonnenen Leningrader Blockade durch die Heeresgruppe Nord stieß die deutsche 18. Armee weiter nach Osten vor. Anfang Oktober verzichteten die Deutschen zugunsten des Unternehmen Taifun (Offensive gegen Moskau) auf den direkten Angriff auf Leningrad, die Stadt sollte eingeschlossen bleiben und ausgehungert werden. Nachdem die Verbindung zum Ladoga-See für die Abschneidung der Stadt als nicht ausreichend angesehen wurde, drängte Hitler den Oberbefehlshaber der Heeresgruppe Nord, Generalfeldmarschall von Leeb dazu, die Offensive zum Swir-Abschnitt weiterzuführen um die direkte Verbindung mit den verbündeten finnischen Streitkräften offensiv herzustellen.

## Verlauf

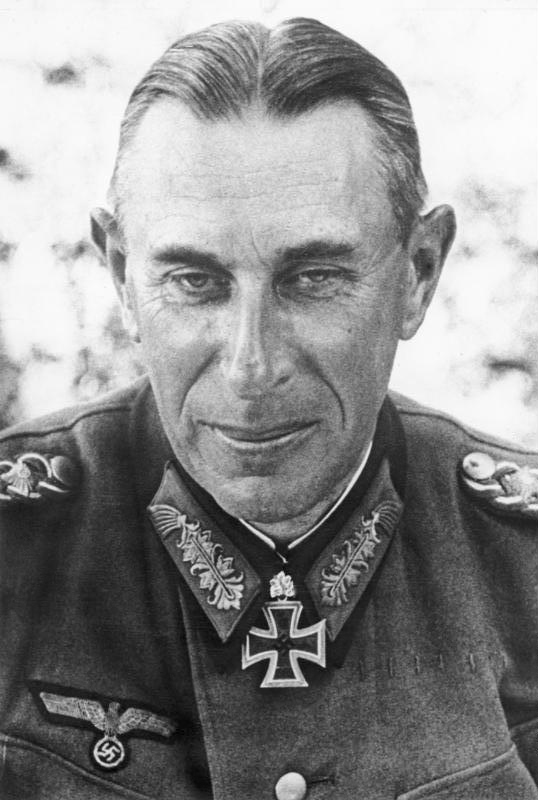
General der Panzertruppe Rudolf Schmidt

### Der deutsche Vorstoß
Die Kämpfe begannen am 16. Oktober 1941 mit der Offensive der deutschen Truppen über den Wolchow hinweg, die als erstes Ziel versuchte, die Stadt Tichwin zu erobern. Das deutsche XXXIX. Armeekorps (mot.) unter General Rudolf Schmidt bildete zusammen mit dem I. Armeekorps (General der Infanterie Kuno-Hans von Both) den Kern einer Angriffsgruppe – gebildet aus der 12. Panzer-Division, der 20. und 18. Infanterie-Division (mot.) sowie der 21., 11. und 126. Infanterie-Division.
Um einen starken Flankenschutz des XXXIX. A.K. nach Südosten zur erreichen, wurde die Kampfgruppe Roques aufgestellt, die hauptsächlich aus der 126. und 250. Infanterie-Division und Teilen der 18. mot. Infanteriedivision gebildet wurde. Diese Gruppierung wurde General der Infanterie Franz von Roques übertragen, der zeitgleich als Befehlshaber des Rückwärtigen Heeresgebietes der Heeresgruppe Nord fungierte. Die Gruppe Roques hatte den Vormarsch in zwei Richtungen zu führen: mit dem rechten Flügel gegen Malaja Wischera im Norden und weiter südlich zum Fluss Msta, der nordöstlich von Nowgorod führte. Beide Stoßgruppen sollten sich im Osten bei Borowitschi vereinen. Zu diesem Zweck begann der deutsche Hauptangriff am 16. Oktober in der Region Grusino und am 19. Oktober südlich davon in Udarnik durch die spanischstämmige 250. „Blaue Division“. Während der Hauptschlag der Gruppe Roques dazu diente, die Route nach Malaja Wischera zu öffnen, diente der Angriff der Spanier auf Udarnik nur dazu, die Streitkräfte der gegnerischen Armeegruppe Nowgorod zu binden. 
Nach der am 20. Oktober erreichten Einnahme von Grusino durch die 21. und 126. Divisionen, starteten die 12. Panzerdivision und die 20. motorisierte Division ihren Vorstoß nach Budogosch. Die Verteidigung der sowjetischen 52. Armee am Wolchow brach zusammen und ihre Truppen mussten auf das linke Ufer des Flusses zurückgehen, zudem bildete sich zur benachbarten 4. Armee eine Lücke. Die deutsche 126. Infanteriedivision besetzte am 24. Oktober Malaja Wischera und deckte damit die rechte Flanke des XXXIX. Armeekorps (mot.) von Süden her. 

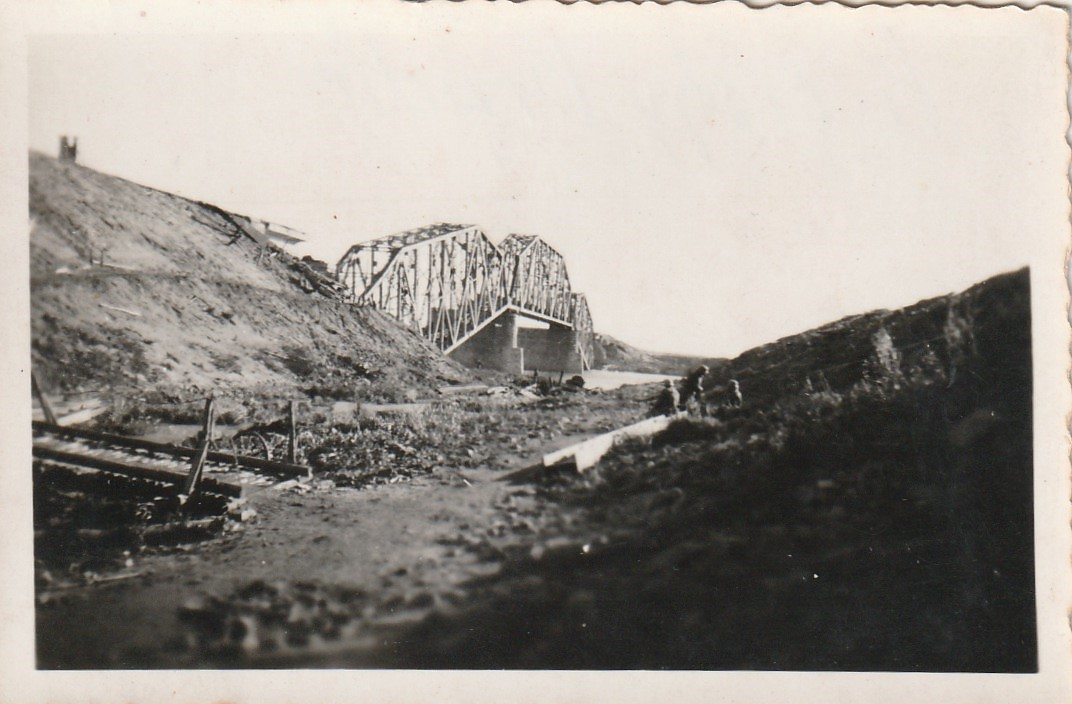
Brücke über den Wolchow bei Kirishi am 15. Oktober 1942

Trotz des Beginns der Tichwin-Offensive gab das sowjetische Oberkommando seine Versuche nicht auf, die deutsche Blockade Leningrads zu brechen und die Truppen der Leningrader Front begannen noch am 20. Oktober gegen den sogenannten „Flaschenhals“ bei Schlüsselburg anzugreifen. Aufgrund der akuten Bedrohung Tichwins mussten aber die an dieser Operation beteiligten Truppenteile bald zur Verstärkung der 4. und 52. Armee verlegt werden. Auf Anweisung des Hauptquartiers des Obersten Kommandos wurden zuerst die 310. Schützen- und die 4. Garde-Division der 54. Armee an die bedrohte 4. Armee übertragen, um die deutschen Annäherungen auf Wolchow und Tichwin aufzuhalten.
Am 23. Oktober fiel Budogosch in deutsche Hand, die Frontlücke zwischen der sowjetische 4. und 52. Armee wurde bedrohlich. Die Stawka befahl am 26. Oktober der 4. und 52. Armee einen Gegenangriff zu starten, der aufgrund schlechter Koordination erfolglos scheiterte, aber dazu führte, dass die deutsche 12. Panzerdivision ihren Vormarsch vorübergehend stoppte. 
Die im Abschnitt des deutschen I. A.K. neu formierte Kampfgruppe Boeckmann (Teile der 8. und 12. Panzerdivision sowie der 11. und 21. Infanteriedivision) unter General Herbert von Böckmann hatte den Auftrag den Ort Wolchow zu erobern und das Ufer des Ladogasees zu erreichen und die letzte Versorgungsroute nach Leningrad abzuschneiden. Sie kam bis 25. Oktober bis auf 14 km an Wolchow heran, bevor sie von der sowjetischen 54. Armee gestoppt wurde. Um den Vormarsch aufrechtzuerhalten, verstärkte Generalfeldmarschall von Leeb die Kampfgruppe Böckmann mit der 254. Infanteriedivision und der neu zugeführten 61. Division.
Beim Vorstoß nach Tichwin war der Vormarsch des deutschen I. Armeekorps Ende Oktober an der linken Flanke gegen Wolchow gegenüber sowjetischen Gegenstößen gefährdet. Hier hatte das deutsche Kommando gehofft über Wolchow auf Ladoga (20 km nördlich von Wolchow) durchzubrechen, um die Truppen der sowjetischen 54. Armee am Südufer des Sees abzuschneiden und zu vernichten. Gleichzeitig hätte dieses Manöver die sogenannte „Straße des Lebens“ gefährdet, die den dringendsten Nachschub über den Ladoga nach Leningrad sichergestellt hatte. Am 28. Oktober gelang es Böckmann die sowjetische 4. Armee nach Osten abzudrängen und sie von der 54. zu trennen und am 8. November den Stadtrand von Wolchow zu erreichen. Die Bedrohung durch die Gruppe Böckmann veranlasste die Stawka ihrerseits, Maßnahmen in diesem Sektor zu ergreifen: Im Zusammenhang mit dem deutschen Vorstoß auf Wolchow war die Offensivoperationen der 54. Armee im Raum Sinjawino zur Befreiung Leningrads bereits eingestellt worden. Die weit zurückgeworfene 4. Armee wurde verstärkt und an den energischen General Kirill Merezkow übertragen, zudem wurde die 54. Armee mit 5 Schützendivisionen verstärkt und hatte am linken Flügel zum Gegenangriff überzugehen. 
Am 27. Oktober wurde der deutsche Vormarsch auch östlich von Malaja Wischera durch die sowjetische 52. Armee gestoppt. Am 1. November wurde aufgrund der sich abschwächenden Offensive für die südliche Angriffsgruppe der Fluss Msta als neues Endziel festgelegt. Am 6. November erhielt General von Roques den Befehl, den geplanten Angriff im Raum östlich von Nowgorod abzusagen und vollständig in die Defensive zu gehen. Die Gruppe wurde am 14. November aufgelöst, und ihre Divisionen dem im Raum Nowgorod führenden XXXVIII. Armeekorps (General Friedrich-Wilhelm von Chappuis) übertragen. Der deutsche Vormarsch im Osten und Nordosten führte dazu, dass sich die Flanken des vorrückenden XXXIX. Armeekorps (mot.) völlig überdehnten. Nachdem die deutsche Stoßgruppe ihre Offensive auf einer Front von 70 km gestartet hatte, erstreckte sich die Front jetzt auf über 350 km an Breite.
Tichwin konnte bei eisigen Temperaturen am 8. November durch das deutsche Infanterie-Regiment 51 (Oberstleutnant Hans-Georg Leyser) der 18. mot. Division (General Herrlein) eingenommen werden. Am 11. November übertrug der neu ernannte Kommandeur des XXXIX. Armeekorps (mot.), Generalleutnant von Arnim, an seinen Truppen folgenden Befehl: „Die Aufgabe des XXXIX. Korps ist es, in Tichwin standzuhalten und an der südöstlichen Flanke des Korps weiter in Richtung Petrowskoje-Krestzy vorzurücken. Erst nach erfolgreicher Beendigung dieser Kämpfe, ist die 20. mot. Infanterie- und die 8. Panzer-Division in der Lage, die notwendigen Kräfte wieder im Bereich Tichwin anzusetzen.“

### Die sowjetische Gegenoffensive

Front am Wolchow, Ende November 1941

Die deutsche 18. Armee unter Generaloberst Georg von Küchler befand sich nach der Besetzung von Tichwin in einem Frontvorsprung, welcher die Rote Armee direkt zum Angriff an den Flanken einlud. Die 18. Armee verfügte zwischen Ladogasee und dem Ilmensee über 14 Divisionen mit 140.000 Mann, 1.000 Geschützen und Mörsern und 200 Panzern (sie hatten nicht mehr als 60 % ihrer Sollstärke).
Die gegen die 18. Armee angesetzten sowjetischen Streitkräfte zählten zusammen etwa 186.000 Mann, 374 Geschütze und Mörser und 154 Panzer (26 davon schwere und mittlere):
- Die 54. Armee, die ab dem 24. Oktober von Generalmajor I. I. Fedjuninski kommandiert wurde, stellte beim Gegenangriff die stärkste Formation und bestand aus 6 Divisionen (128., 286., 294., 310. Schützen- sowie 3. und 4. Garde-Schützendivision), einer Panzerdivision (21.), zwei selbständige Panzerbrigaden (16. und 122.) und zwei Korps Artillerie-Regimenter. Diese am stärksten konzentrierte Armee verteidigte die Linie Lipka - Woronowo (inklusiv) bis zu dem Sumpfgebiet von Maluksinski Moch mit einer Gesamtbreite von nur 35 km, dabei entfielen auf eine Division nur 4,7 Frontkilometer.

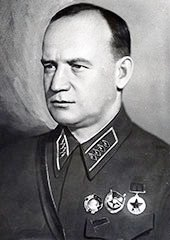
Wsewolod Fjodorowitsch Jakowlew

- Die 4. Armee von Generalleutnant Wsewolod Fjodorowitsch Jakowlew (ab 11. November unter dem Befehl von Armeegeneral K. A. Merezkow) verteidigte eine mehr als 50 km breite Linie südlich der 54. Armee. Diese Armee bestand aus der 27. Kavallerie-Division, der 285., 311. und 292. Schützendivision, dem 119. separaten Panzerbataillon, einem Korpsartillerie-Regiment und einem technischen Pontonbataillon. Die durchschnittliche Abschnitte betrugen 12–13 km pro Division.

- Die 52. Armee unter General Nikolai Kusmitsch Klykow verteidigte eine 80 km breite Front am rechten Wolchow-Ufer. Die zahlenmäßig schwach aufgestellte Armee bestand nur aus zwei Divisionen (288. und 267. Schützendivision), vier Korpsartillerie-Regimentern und einem Artillerie-Panzerabwehr-Regiment. Die Breite der Verteidigungszone der 288. Schützendivision betrug 46 km und die Front der 267. Schützendivision 34 km.

- Schließlich verteidigte am südlichen Abschnitt die Armeegruppe Nowgorod (Generalleutnant Iwan Terentjewitsch Korownikow), welche aus der 259., 305., 180. Schützen- und der 43. Panzerdivision bestand, eine 30 Kilometer Front zwischen dem rechten Wolchow-Ufer bis zum Ilmensee.

Ende Oktober und in der ersten Novemberhälfte wurde die bedrängte sowjetische 4. Armee durch die 65. (von der Transbaikal-Front) und 92. (von der Fernostfront) Schützendivision und die 52. Armee durch die 259. (von der 34. Armee der Nordwestfront) Schützendivision sowie durch die 60. Panzerdivision verstärkt. Im Raum Tichwin wurden zwei Stoßgruppen für einen Gegenangriff gebildet. Der Kommandeur der 4. Armee konzentrierte bei Sitoml zwei Divisionen (44. und 191. Schützendivision sowie ein Panzerregiment der 60. Panzerdivision) und im Raum westlich Zaozerje zwei weitere Divisionen (4. Garde-Schützendivision und Masse der 60. Panzerdivision) welche Gegenangriffe in Richtung Budogosch-Grusino ausführen sollten.
Am 10. November griff zuerst die sowjetische Armeegruppe Nowgorod nördlich von Nowgorod an, am 12. November die 52. Armee nördlich und südlich von Malaja Wischera, am 19. November die 4. Armee nordöstlich von Tichwin und am 2. Dezember die 54. Armee westlich von der Stadt Wolchow.
Die Ankunft von Reserven aus dem Verband der sowjetischen 7. Armee (Swir-Front) ermöglichte es am frühen Morgen des 11. November, einen Gegenangriff auf die deutschen Einheiten bei Tichwin. Die 46. Panzerbrigade und das 1061. Schützenregiment griffen in Zusammenarbeit mit der 44. und 191. Schützendivision an und rückten bis auf 12–13 km an den nördlichen Stadtrand von Tichwin heran. Der weitere Vormarsch der sowjetischen Truppen wurde zwar gestoppt, aber weitere deutsche Vorstöße in Verbindung mit sowjetischen Gegenangriffen in den Gebieten Malaja Wishera und Tichwin waren endgültig gestoppt. Der ehrgeizige Plan des deutschen Oberkommandos, sich mit den finnischen Truppen am Fluss Swir zu verbinden war gescheitert. Jedoch war die über Tichwin verlaufende Eisenbahn, welche die Stadt Leningrad mit dem Hinterland durch den Ladogasee verband, in deutscher Hand. Wegen des Wintereinbruchs, überdehnter Frontlinien und zu knappen Nachschubs waren die deutschen Truppen aber nicht mehr in der Lage weiter vorzudringen.
Der 52. Armee gelang der Durchbruch erst am 18. November; sie eroberte am 20. November die Stadt Malaja Wischera zurück. Am 7. Dezember durchbrach die 4. Armee westlich von Tichwin die deutschen Linien und erreichte Sitomlja; hier drohte sie die rückwärtigen Verbindungen der Wehrmacht abzuschneiden. Die deutschen Truppen begannen sich hinter den Fluss Wolchow zurückzuziehen. Am 9. Dezember nahmen sowjetische Truppen Tichwin wieder ein und zerschlugen die deutsche Garnison in Bolschaja Wischera am 16. Dezember. Zeitgleich begann die Wehrmacht mit dem Rückzug, weil ihren Truppen hier die Einschließung durch sowjetische Verbände drohte. Am 28. Dezember warf die 52. Armee deutsche Truppen hinter die Eisenbahnlinie Mga–Kirischi zurück. Ende Dezember erreichte die sowjetische Wolchow-Front unter Kirill Afanassjewitsch Merezkow, die am 17. Dezember aus der neuen 59. sowie der 4. und 52. Armee gebildet worden war, den Fluss Wolchow und eroberte einige Brückenköpfe am linken Ufer.

## Folgen
Die deutschen Truppen wurden bis zum 30. Dezember 1941 in ihre Ausgangsstellung am Wolchow zurückgedrängt. Die sowjetischen Truppen stießen rund 100 bis 120 km vor, fügte zehn deutschen Divisionen hohe Verluste zu und zwang die Wehrmacht, zusätzliche fünf Divisionen an diesen Teil der Front zu verlegen. Insgesamt verlor die Rote Armee rund 49.000 Mann (18.000 davon Tote und Vermisste).
Der deutsche Vormarsch im Norden Russlands war beendet, die Leningrader Blockade wurde jedoch aufrechterhalten. Die Sowjets versuchten bereits wieder Anfang Januar 1942 in der Schlacht am Wolchow – erfolglos – diese Belagerung zu durchbrechen.